# Jorge Poblete
Jorge Carlos Poblete Aedo (Santiago, 4 de abril de 1975) es un ingeniero civil industrial y político chileno. Desde marzo de 2020 hasta marzo de 2022, se desempeñó como subsecretario de Educación en el segundo gobierno del presidente Sebastián Piñera.

## Familia y estudios
Es hijo de Jorge Fernando Poblete Pavez y Amada Prosperina Aedo Sepúlveda. Realizó estudios superiores en la carrera de ingeniería civil industrial en la Pontificia Universidad Católica de Chile (PUC). Está casado y es padre de tres hijos.

## Carrera profesional y política
Ha estado ligado desde joven a la gestión de iniciativas sociales. Durante los años 2002 y 2006, trabajó en la Municipalidad de Santiago, estando a cargo de la implementación de infraestructura pública. Más tarde, desde el mundo privado, colaboró en la reconstrucción de colegios que sufrieron severos daños producto del terremoto del 27 de febrero de 2010.
Durante el primer gobierno de Sebastián Piñera desde marzo de 2010, fungió como jefe de la División de Educación General del Ministerio de Educación (Mineduc), liderando en esa función el «Plan de Apoyo Compartido», un trabajo colaborativo entre los estudiantes, el colegio y el Ministerio, para apoyar la enseñanza entre primero y cuarto básico, y lograr incrementar con éxito el resultado de los alumnos en el Simce. Asimismo, el 2 de mayo de 2012, fue designado como director nacional de la Junta Nacional de Auxilio Escolar y Becas (Junaeb), puesto en el que se enfocó en mejorar la gestión interna de la institución, ganando durante tres años consecutivos el «Premio a la Excelencia Institucional» que entrega la Alta Dirección Pública (ADP).
Entre junio de 2014 y marzo de 2020, se desempeñó como gerente general de Le Grand Chic, empresa enfocada en la minería con fuerte énfasis en la seguridad, la responsabilidad social y el cuidado por el medioambiente.
Posteriormente, bajo el segundo gobierno de Sebastián Piñera en marzo de 2020, tras la vacancia en la titularidad de la Subsecretaría de Educación, fue designado para ocupar el cargo en reemplazo de Raúl Figueroa Salas, asumiendo oficialmente el 9 de marzo de ese año.
Tras finalizar su periodo como subsecretario de Estado el 11 de marzo de 2022, se integró a la Facultad de Ingeniería de la Universidad del Desarrollo, dictando la cátedra de "Gestión Estratégica".